# CELSR2
Kadherin EGF LAG sedmoprolazni G-tip receptor 2 je protein koji je kod ljudi kodiran CELSR2 genom.
Ovaj protein je član flamingo familije, koja pripada kadherinskoj superfamiliji. Flamingo familija se sastoji od neklasičnog tipa kadherina. Ta grupa ne formira interakcije sa kateninima. Flamingo kadherini su locirani u ćelijskoj membrani i imaju devet kadherinskih domena, sedam epidermalnom faktoru rasta sličnih ponavljanja i dva laminin A G-tip ponavljanja u njihovom ektodomenu. Oni takođe imaju sedam transmembranskih domena, koji su karakteristični za ovu potfamiliju. Smatra se da su ovi proteini receptori koji učestvuju u kontaktom posredovanoj komunikaciji. Kadherinski domeni deluju kao homofilni vezujući regioni i EGF-slični domeni koji učestvuju u ćelijskoj adheziji i receptor-ligand interakcijama. CELSR1 ima nepoznatu ulogu.

## Literatura
- Nagase, T.; Seki, N.; Ishikawa, K.;  . (1997). „Prediction of the coding sequences of unidentified human genes. VI. The coding sequences of 80 new genes (KIAA0201-KIAA0280) deduced by analysis of cDNA clones from cell line KG-1 and brain.”. DNA Res. 3 (5): 321—9, 341—54. PMID 9039502. doi:10.1093/dnares/3.5.321.
- Wu Q, Maniatis T (1999). „A striking organization of a large family of human neural cadherin-like cell adhesion genes.”. Cell. 97 (6): 779—90. PMID 10380929. doi:10.1016/S0092-8674(00)80789-8.
- Wu Q, Maniatis T (2000). „Large exons encoding multiple ectodomains are a characteristic feature of protocadherin genes”. Proc. Natl. Acad. Sci. U.S.A. 97 (7): 3124—9. PMC 16203 . PMID 10716726. doi:10.1073/pnas.060027397.
- Vincent JB, Skaug J, Scherer SW (2001). „The human homologue of flamingo, EGFL2, encodes a brain-expressed large cadherin-like protein with epidermal growth factor-like domains, and maps to chromosome 1p13.3-p21.1”. DNA Res. 7 (3): 233—5. PMID 10907856. doi:10.1093/dnares/7.3.233.
- Ota, T.; Suzuki, Y.; Nishikawa, T.;  . (2004). „Complete sequencing and characterization of 21,243 full-length human cDNAs”. Nat. Genet. 36 (1): 40—5. PMID 14702039. doi:10.1038/ng1285.